# Jan Albert Heister
Jan Albert hrabě z Heisteru, uváděn též jako Albrecht (německy Johann Albert Emmerich Reichsgraf von Heister; 1686 – 16. října 1746 Štýrský Hradec) byl rakouský šlechtic a generál. Od mládí sloužil v císařské armádě, během dynastických válek první poloviny 18. století dosáhl hodnosti polního podmaršála. Byl též viceprezidentem Dvorské válečné rady a aktivní vojenskou dráhu završil ve funkci velitele ve Štýrském Hradci, kde také zemřel. Sňatkem se spříznil s moravskou rodinou Kouniců.

## Životopis

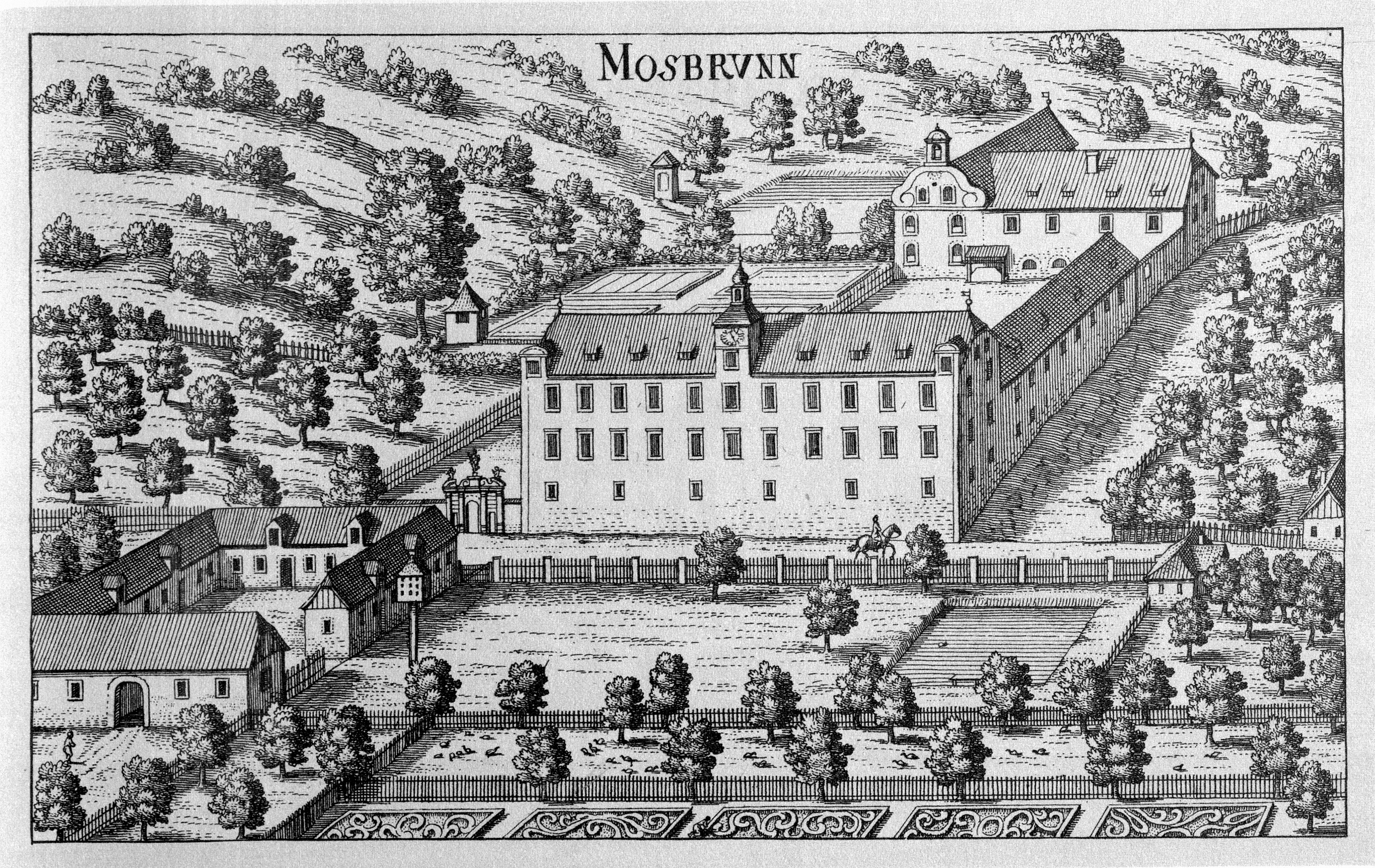
Zámek Moosbrunn ve Štýrském Hradci

Pocházel ze starého šlechtického rodu usazeného od 17. století v habsburských zemích (od roku 1692 s titulem říšských hrabat). Narodil se jako mladší syn polního maršála hraběte Sigberta Heistera (1646–1718) a jeho druhé manželky Marie Markéty, rozené hraběnky Lambergu. Pod velením svého otce sloužil již od roku 1699 v armádě, ještě za vlády Leopolda I. byl také jmenován císařským komorníkem. Za války o španělské dědictví dosáhl hodnosti plukovníka (1711) a v roce 1715 byl jmenován členem dvorské válečné rady, po otcově smrti převzal velení jeho pluku (1718). Při příležitosti pražské korunovace Karla VI. českým králem byl povýšen do hodnosti generálního polního vachtmistra (respektive generálmajora; diplom byl vystaven v Praze 13. 10. 1723). Na počátku války o polské dědictví dosáhl hodnosti polního podmaršála (1733). Od roku 1735 byl viceprezidentem dvorské válečné rady a nakonec se v roce 1738 stal velitelem ve Štýrském Hradci. V roce 1739 byl jmenován skutečným tajným radou.
Jeho majetkem byl zámek Moosbrunn v sousedství Štýrského Hradce, který nechal kolem roku 1735 upravit, po jeho smrti byl prodán (1751).

## Rodina
V roce 1711 se oženil s hraběnkou Marií Gabrielou z Kounic (1692–1769), dcerou vlivného diplomata Dominika Ondřeje z Kounic. Marie Gabriela byla dámou Řádu hvězdového kříže a vychovatelkou dětí císaře Karla VI. Z jejich manželství se narodily tři děti, dospělého věku se dožil jen nejstarší syn Sigbert Dominik (1712–1742), který byl duchovním.
Jeho starší bratr Rudolf (1684–1717) padl jako plukovník při obléhání Bělehradu. Díky sňatku získal Jan Albert příbuzenské vazby na několik významných osobností, jeho švagry byli například dlouholetý moravský zemský hejtman Maxmilián Oldřich z Kounic (1679–1746), hrabě František Václav z Trauttmansdorffu (1677–1753) nebo diplomat hrabě Filip Josef Orsini-Rosenberg (1691–1765). Orsini-Rosenberg byl zároveň tchánem Albertova synovce Jana Gottfrieda Heistera (1715–1800).